# Tommy (aliscafo)
Il Tommy  è un aliscafo appartenente alla compagnia di navigazione italiana Alicost.

## Servizio
Varato nel 1987 nei cantieri navali Rodriquez di Messina con il nome di Fabricia per la Toremar, viene consegnato nell'aprile dello stesso anno, prendendo servizio a partire dal 25 aprile nei collegamenti tra Piombino, Cavo e Portoferraio come alternativa rapida ai classici traghetti.
Negli anni, durante i periodi di manutenzione invernale, viene sostituito da altri traghetti veloci della Tirrenia.
Dal 20 settembre al 20 novembre 2010 viene sostituito dall’Airone Jet di Alilauro.
Il 25 maggio 2012 viene posto fuori servizio e sostituito dal Maria Sole Lauro, momentaneamente noleggio da Alilauro. Successivamente viene disarmato nei cantieri navali ESAOM-Cesa di Portoferraio e messo in vendita.
Da marzo ad aprile 2013 torna brevemente in servizio nei collegamenti tra Piombino, Cavo e Portoferraio in sostituzione dell'Agostino Lauro Jet.
Nel maggio del 2013 viene venduto alla Siremar, prendendo servizio nel luglio successivo nei collegamenti da Trapani alle Isole Egadi.
Nel 2015 viene disarmato e tirato in secca nei cantieri di Napoli.
A febbraio del 2018 viene venduto ad Alicost e, ribattezzato Tommy, prende servizio nel luglio successivo nei collegamenti tra  Salerno e le Isole Eolie.
Dal 2019 al 2022 continua i collegamenti tra Salerno e le Isole Eolie dopo, con la soppressione del collegamento, viene noleggiato svariate volte alla Laziomar in sostituzione del gemello Monte Gargano o del monocarena Laura, fino a fine anno 2022. Tornato in flotta, viene posto in disarmo a Napoli, dove si trova tutt'oggi, e messo in vendita.

## Navi gemelle
- Monte Gargano (Demolito nel 2024)
- Aldebaran (Demolito)
- Shaula
- Mantegna  (Demolito nel 2025)
- Fiammetta M